# Pavlivka, Bârzula
Pavlivka (în ucraineană Павлівка) a fost un sat în comuna Ceapaievka din raionul Bârzula, regiunea Odesa, Ucraina. La recensământul din anul 2001 avea populație zero.